# Campeonato Uzbeque de Futebol
A Super Liga do Uzbequistão (em usbeque:  O'zbekiston Superligasi / Ўзбекистон Суперлигаси), também chamada de Coca-Cola Uzbekistan Super League devido a razões de patrocínio (em usbeque:  Coca-Cola O'zbekiston Superligasi / Coca-Cola Ўзбекистон Суперлигаси), é o principal torneio de futebol no Uzbequistão e é organizado pela Federação Uzbeque de Futebol (em inglês:  Uzbekistan Football Federation, UFF). Foram 55 edições durante os 69 anos de permanência do país na União Soviética (URSS). Após a independência, em 1992, foram 28 edições.

## Campeões

### Integrante da União Soviética
Esses são os campeões durante a permanência na União Soviética:
| - 1926: Sbornaya Tashkenta - 1927: Sbornaya Tashkenta - 1928: Sbornaya Fergany - 1929: Sbornaya Tashkenta - 1930: Sbornaya Tashkenta - 1931: Não houve disputa - 1932: Não houve disputa - 1933: Sbornaya Tashkenta - 1934: Sbornaya Tashkenta - 1935: Sbornaya Tashkenta - 1936: Sbornaya Tashkenta - 1937: Spartak Tashkent - 1938: Spartak Tashkent - 1939: Dinamo Tashkent - 1940: Não houve disputa - 1941: Não houve disputa - 1942: Não houve disputa - 1943: Não houve disputa - 1944: Não houve disputa - 1945: Não houve disputa - 1946: Não houve disputa - 1947: Não houve disputa | - 1948: Polyarnaya Zvezda Tashkentskaya Oblast' - 1949: Dinamo Tashkent - 1950: Spartak Tashkent - 1951: Spartak Tashkent - 1952: Dinamo Tashkent - 1953: FShM Tashkent - 1954: Spartak Tashkent - 1955: ODO Tashkent - 1956: ODO Tashkent - 1957: Mashinostroitel' Tashkent - 1958: Khimik Chirchik - 1959: Mekhnat Tashkent - 1960: Sokol Tashkent - 1961: Sokol Tashkent - 1962: Sokol Tashkent - 1963: Sokol Tashkent - 1964: Sokol Tashkent - 1965: Sokol Tashkent - 1966: Zvezda Tashkent - 1967: Tashavtomash Tashkent - 1968: Chust Namanganshaya Oblast' - 1969: Tashkabel' Tashkent | - 1970: SKA Tashkent - 1971: Yangiaryk Khorezmskaya Oblast' - 1972: Trud Dzhizak - 1973: Stroitel' Samarkand - 1974: Pakhtakor Gulistan - 1975: Zarafshan Navoi - 1976: Traktor Tashkent - 1977: Khiva - 1978: Khorezm (Kolkhoz im. Narimanova) - 1979: Khisar Shakhrisabz - 1980: Não houve disputa - 1981: Ekipress Samarkand - 1982: Beshkent - 1983: Tselinnik Turtkul' - 1984: Khorezm Khanki - 1985: Shakhtyor Angren - 1986: Traktor Tashkent - 1987: Avtomobilist Fergana - 1988: Selmashevets Chirchik - 1989: Nurafshon Bukhara - 1990: Naryn Khakulabad - 1991: Politotdel Tashkentskaya Oblast' |

### Após a independência
Esses são os resultados após o fim da União Soviética:
| Ano           | Classificação final        | Classificação final   | Classificação final   | Artilharia               | Artilharia         | Artilharia | Partic. |
| Ano           | Campeão                    | Vice-campeão          | Terceiro colocado     | Artilheiro               | Equipe             | Gols       | Partic. |
| ------------- | -------------------------- | --------------------- | --------------------- | ------------------------ | ------------------ | ---------- | ------- |
| 1992 detalhes | Pakhtakor Neftchi Farg'ona | –                     | So'g'diyona Jizzax    | Valeriy Kechinov         | Pakhtakor          | 24         | 17      |
| 1993 detalhes | Neftchi Farg'ona           | Pakhtakor             | Navbahor              | Rustam Do'rmonov         | Neftchi Farg'ona   | 26         | 16      |
| 1994 detalhes | Neftchi Farg'ona           | Nurafshon Buxoro      | Navbahor              | Ravshan Bozorov          | Neftchi Farg'ona   | 26         | 16      |
| 1995 detalhes | Neftchi Farg'ona           | M.X.S.K. Tashkent     | Navbahor              | Oleg Shatskikh           | Navbahor           | 26         | 16      |
| 1996 detalhes | Navbahor                   | Neftchi Farg'ona      | M.X.S.K. Tashkent     | Jafar Irismetov          | Dustlik Tashkent   | 23         | 16      |
| 1996 detalhes | Navbahor                   | Neftchi Farg'ona      | M.X.S.K. Tashkent     | Oleg Shatskikh           | Navbahor           | 23         | 16      |
| 1997 detalhes | MHSK Tachkent              | Neftchi Farg'ona      | Navbahor              | Jafar Irismetov          | Dustlik Tashkent   | 34         | 16      |
| 1998 detalhes | Pakhtakor                  | Neftchi Farg'ona      | Navbahor              | Igor Shkvyrin            | Pakhtakor          | 22         | 16      |
| 1998 detalhes | Pakhtakor                  | Neftchi Farg'ona      | Navbahor              | Mirjalol Qosimov         | Pakhtakor          | 22         | 16      |
| 1999 detalhes | Dustlik Tashkent           | Neftchi Farg'ona      | Navbahor              | Umid Isoqov              | Neftchi Farg'ona   | 24         | 16      |
| 1999 detalhes | Dustlik Tashkent           | Neftchi Farg'ona      | Navbahor              | Baxtiyor Hamidullayev    | Andijan            | 24         | 16      |
| 2000 detalhes | Dustlik Tashkent           | Neftchi Farg'ona      | Nasaf                 | Jafar Irismetov          | Dustlik Tashkent   | 45         | 20      |
| 2001 detalhes | Neftchi Farg'ona           | Pakhtakor             | Nasaf                 | Umid Isoqov              | Neftchi Farg'ona   | 28         | 18      |
| 2002 detalhes | Pakhtakor                  | Neftchi Farg'ona      | Qyzylqum Zarafshon    | Bahtiyor Hamidullayev    | Andijan            | 22         | 16      |
| 2003 detalhes | Pakhtakor                  | Neftchi Farg'ona      | Navbahor              | Marsel Idiatullin        | Qyzylqum Zarashfan | 26         | 16      |
| 2003 detalhes | Pakhtakor                  | Neftchi Farg'ona      | Navbahor              | Shuhrat Mirkholdorshoyev | Navbahor           | 26         | 16      |
| 2004 detalhes | Pakhtakor                  | Neftchi Farg'ona      | Navbahor              | Shuhrat Mirkholdorshoyev | Navbahor           | 31         | 14      |
| 2005 detalhes | Pakhtakor                  | Mash'al Muborak       | Nasaf                 | Anvar Soliyev            | Pakhtakor          | 29         | 14      |
| 2006 detalhes | Pakhtakor                  | Neftchi Farg'ona      | Nasaf                 | Pavel Solomin            | Traktor Tashkent   | 21         | 16      |
| 2007 detalhes | Pakhtakor                  | Bunyodkor             | Mash'al Muborak       | Ilhom Mo'minjonov        | Bunyodkor          | 20         | 16      |
| 2008 detalhes | Bunyodkor                  | Pakhtakor             | Neftchi Farg'ona      | Server Jeparov           | Bunyodkor          | 19         | 16      |
| 2009 detalhes | Bunyodkor                  | Pakhtakor             | Nasaf                 | Rivaldo                  | Bunyodkor          | 20         | 16      |
| 2010 detalhes | Bunyodkor                  | Pakhtakor             | Nasaf                 |                          |                    |            |         |
| 2011 detalhes | Bunyodkor                  | Nasaf                 | Pakhtakor             |                          |                    |            |         |
| 2012 detalhes | Pakhtakor                  | Bunyodkor             | Lokomotiv Tashkent FK |                          |                    |            |         |
| 2013 detalhes | Bunyodkor                  | Lokomotiv Tashkent FK | Nasaf                 |                          |                    |            |         |
| 2014 detalhes | Pakhtakor                  | Lokomotiv Tashkent FK | Nasaf                 |                          |                    |            |         |
| 2015 detalhes | Pakhtakor                  | Lokomotiv Tashkent FK | Nasaf                 |                          |                    |            |         |
| 2016          | Lokomotiv Tashkent FK      | Bunyodkor             | Nasaf                 |                          |                    |            |         |
| 2017          | Lokomotiv Tashkent FK      | Nasaf                 | Pakhtakor             |                          |                    |            |         |
| 2018          | Lokomotiv Tashkent FK      | Pakhtakor             | Navbahor              |                          |                    |            |         |

### Por equipe (após a independência)
| Equipe                 | Campeão | Campeão                                                                          | Vice-campeão | Vice-campeão                                          |
| Equipe                 | Nº      | Temporadas                                                                       | Nº           | Temporadas                                            |
| ---------------------- | ------- | -------------------------------------------------------------------------------- | ------------ | ----------------------------------------------------- |
| Pakhtakor              | 11      | 1992 (compartilhado), 1998, 2002, 2003, 2004, 2005, 2006, 2007, 2012, 2014, 2015 | 6            | 1993, 2001, 2008, 2009, 2010, 2018                    |
| Neftchi Farg'ona       | 5       | 1992 (compartilhado), 1994, 1993, 1995 e 2001                                    | 9            | 1996, 1997, 1998, 1999, 2000, 2002, 2003, 2004 e 2006 |
| Bunyodkor              | 5       | 2008, 2009, 2010, 2011, 2013                                                     | 3            | 2007, 2012, 2016                                      |
| PFC Lokomotiv Tashkent | 3       | 2016, 2017 e 2018                                                                | 3            | 2013, 2014, 2015                                      |
| Dustlik Tashkent       | 2       | 1999 e 2000                                                                      |              |                                                       |
| Navbahor               | 1       | 1996                                                                             |              |                                                       |
| MHSK Tachkent          | 1       | 1997                                                                             |              |                                                       |
| Nurafshon Buxoro       |         |                                                                                  | 1            | 1994                                                  |
| M.X.S.K. Tashkent      |         |                                                                                  | 1            | 1995                                                  |
| Mash'al Muborak        |         |                                                                                  | 1            | 2005                                                  |

## Gols
Esses são os dez jogadores (em negrito os que ainda estão em atividade) com mais gols da história do campeonato (1992-2007), após o fim da União Soviética:
| Posição | Nome                    | Gols | Equipe(s)                                                                                    |
| ------- | ----------------------- | ---- | -------------------------------------------------------------------------------------------- |
| 1       | Zafar Xolmurodov        | 176  | Nasaf, Mash'al Muborak                                                                       |
| 2       | Ravshan Bozorov         | 171  | Neftchi Farg'ona, Pakhtakor, Samarqand-Dinamo, Mash'al Muborak, To'palang, Lokomotiv         |
| 3       | Umid Isoqov             | 163  | Neftchi Farg'ona, Pakhtakor, Samarqand-Dinamo, Andijan, Nasaf                                |
| 4       | Baxtiyor Hamidullayev   | 159  | Shahrixon, Andijan, Pakhtakor, Neftchi Farg'ona                                              |
| 5       | Oybek Usmonxo'Jayev     | 157  | Navbahor, Nurafshon, M.X.S.K. Tashkent, Dustlik Tashkent, Samarqand-Dinamo, Nasaf, Lokomotiv |
|         | Shuhrat Mirxoldirshayev | 157  | Navbahor, Mash'al Muborak                                                                    |
| 7       | Ja'Far Irismetov        | 156  | Politotdel - Dustlik Tashkent, Samarqand-Dinamo, Pakhtakor                                   |
| 8       | Anvar Berdiyev          | 140  | Mash'al Muborak, Nasaf, Neftchi Farg'ona                                                     |
| 9       | Rustam Do'Rmonov        | 133  | Neftchi Farg'ona, Pakhtakor                                                                  |
| 10      | Farid Xabibullin        | 130  | Kosonsoychi, Navbahor, Dustlik Tashkent, Qizilqum, Andijan, Metallurg, So'g'diyona           |